# Sonata para piano n.º 32 (Beethoven)

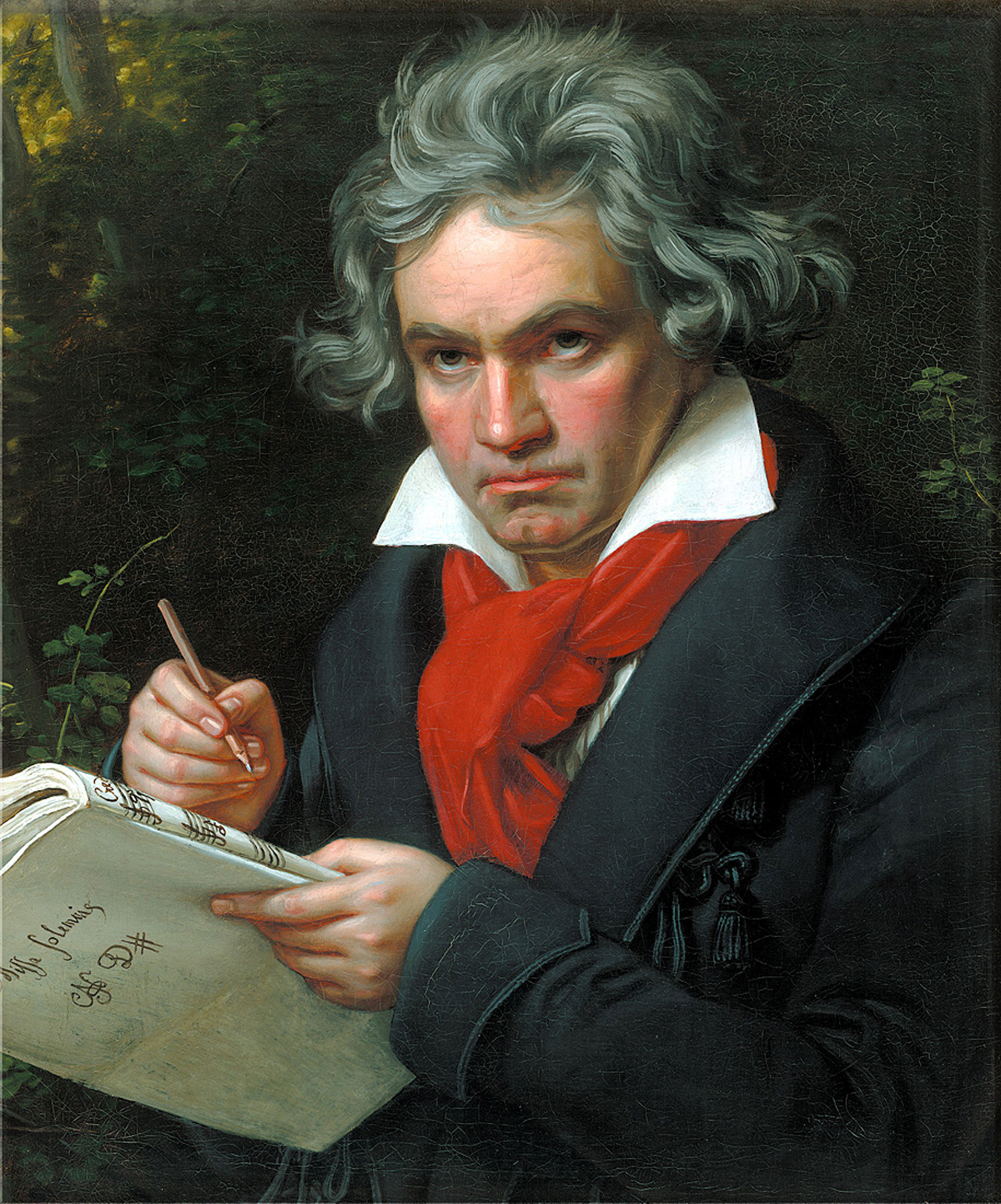
Beethoven en 1820.

La sonata para piano n.º 32 en do menor, Op. 111 fue compuesta por Ludwig van Beethoven entre 1820 y 1822. La partitura está dedicada al archiduque Rodolfo. Se trata de la tercera del grupo de las tres últimas sonatas para piano escritas por el compositor. Su segundo movimiento, Arietta, es a veces denominado "El adiós a la sonata". También es una de sus últimas obras para este instrumento junto con las Variaciones sobre un vals de Diabelli y las dos colecciones de bagatelas Op. 119 y Op. 126.

## Historia

### Contexto
El año 1820 inauguró una década propicia para la música en Europa. Durante ese año Carl Maria von Weber completó la ópera El cazador furtivo. Frédéric Chopin, a los diez años, creó sus primeras piezas para piano mientras el joven Franz Liszt recibía formación con Salieri y Czerny en Viena. Seguidamente, el compositor austriaco Anton Diabelli propuso a sus colegas músicos un tema de vals sobre el cual crear variaciones y le respondieron unos cincuenta. En abril de 1823, cuando Beethoven entrega la sonata Op. 111 a su editor, Franz Schubert había escrito la Sinfonía inacabada y la Fantasía Wanderer para ponerse a trabajar en el ciclo de lieder La bella molinera. Al año siguiente el compositor español Juan Crisóstomo de Arriaga publicó sus tres cuartetos de cuerda y Beethoven finalizó las Variaciones Diabelli y la Novena Sinfonía. En aquella época la producción del maestro había disminuido considerablemente, quizá debido a su sordera y a las decepciones de su vida. Las únicas obras completas del periodo entre 1820 y 1823 son las tres últimas sonatas para piano, la Missa Solemnis y la Novena Sinfonía.

### Composición

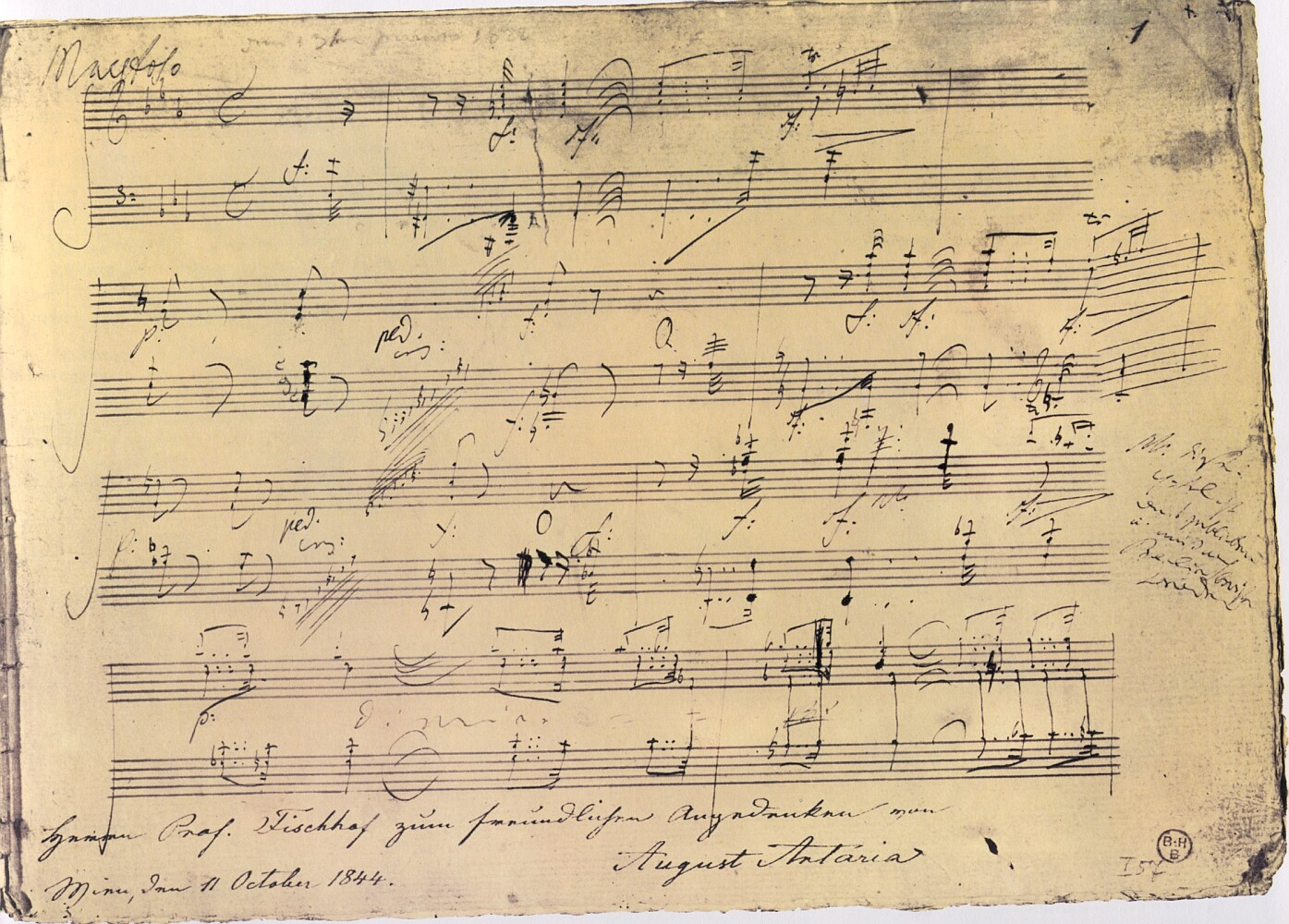
Primera página de la partitura autógrafa. En el margen superior está escrita a lápiz, apenas legible, la fecha de 13 de enero de 1822. Las notas a pie de página están firmadas por el editor August Artaria.

En el verano de 1819 Adolf Martin Schlesinger, de la editorial musical Schlesinger de Berlín, envió a su hijo Maurice a conocer a Beethoven para entablar relaciones comerciales con el compositor. Se conocieron en otoño de ese año en Mödling donde Maurice dejó una impresión favorable en Ludwig. Tras algunas negociaciones por carta y a pesar de los reparos de la editorial a que el compositor conservara los derechos de publicación en Inglaterra y Escocia, Schlesinger padre acordó la compra de 25 canciones por 60 ducados y tres sonatas para piano por 90 ducados en abril de 1820. Si bien, el compositor en un principio pidió una suma de 120 ducados por las tres sonatas. En mayo de 1820 el maestro alemán accedió, las 25 canciones escocesas, Op. 108 ya estaban finalizadas y se comprometió a entregar las sonatas en un plazo de tres meses. Estas tres piezas son las que hoy se conocen como Op. 109, Op. 110 y Op. 111; y son las últimas sonatas para piano escritas por Beethoven.
La composición del Op. 111 fue un proceso largo y complejo. Existen bocetos del primer tema del Allegro ed appassionato en cuadernos de anotaciones de 1801 y 1803, contemporáneos de su Sinfonía n.º 2.  El trabajo sobre el trío de sonatas finales había comenzado con la sonata Op. 109 en la primavera de 1820. A lo largo de todo el año comunicó en repetidas ocasiones a Schlesinger que estaba trabajando sin interrupción y que pronto le entregaría las piezas. No se ha establecido de forma concluyente si Beethoven terminó la sonata en otoño de 1820 o en 1821. En cartas al editor de 1820, ya hablaba de "Fertigstellung" (finalización); pero no está claro si se refería a conceptos, borradores o una copia que ya pudiera despacharse. Después se dedicó a las Bagatelas Op. 119 y a la Missa Solemnis, Op. 123 (que debería haber terminado en marzo de 1820), descuidando así las otras dos sonatas. En marzo de 1821 Beethoven volvió a prometer a Schlesinger una pronta entrega de las dos sonatas restantes y achacó el retraso a su mala salud. Pero ni siquiera había empezado a trabajar en ellas. Es cierto que hubo cuestiones de salud que le impidieron trabajar: sufrió ataques de reuma en el invierno de 1820 y una grave ictericia en el verano de 1821.
La correspondencia muestra que la Op. 110 aún no estaba lista a mediados de diciembre de 1821 pero la partitura autógrafa completa lleva la fecha de 25 de diciembre de 1821. Es de suponer que la sonata fue entregada poco después, ya que Beethoven recibió 30 ducados por esta sonata en enero de 1822. Según los bocetos, empezó a trabajar en la Op. 110 en el verano del mismo año y en otoño se centró en la Op. 111. Ambas sonatas se solapan en los cuadernos de bocetos.

### Publicación

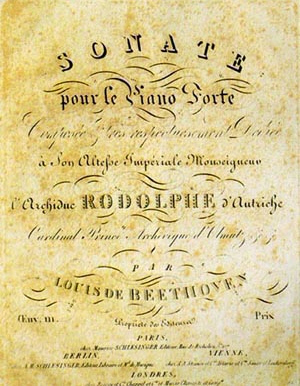
Portada de la primera edición.

La primera publicación del Op. 109 había sido llevada a cabo por Schlesinger en noviembre de 1821 en Berlín. La edición contenía muchos errores porque Beethoven había enviado a Schlesinger la partitura autógrafa que era difícil de leer, en lugar de una copia fiel, y una enfermedad le impidió realizar una corrección adecuada de las impresiones. La primera edición del Op. 110 no había planteado dificultades. La sonata fue terminada el 25 de diciembre de 1821, la envió a Berlín dos semanas más tarde y se publicó en julio de 1822.
La Sonata Op. 111 estaba terminada el 13 de enero de 1822, según la partitura autógrafa conservada en Beethoven-Haus de Bonn, pero estuvo haciéndole algunas modificaciones hasta principios de la primavera del mismo año. En comparación con la anterior, esta última sonata tuvo un periodo de corrección e impresión bastante largo. El compositor insistió en recibir una serie de impresiones de prueba, que no envió de vuelta antes de febrero de 1823. La primera publicación del Op. 111 fue llevada a cabo por Maurice Schlesinger en abril de 1823 en París y por su padre en Berlín un mes más tarde. Pero esta edición contenía tantos errores que Beethoven ordenó airadamente al editor vienés Anton Diabelli que publicara una edición corregida.
La partitura del Op. 110 se publicó sin dedicatoria, aunque existen evidencias de que Beethoven tenía la intención de dedicar las Op. 110 y Op. 111 a Antonie Brentano, cuñada de Bettina von Arnim. Finalmente cambió de idea y cuando se publicó la sonata Op. 111, se la dedicó a su alumno y mecenas, el archiduque Rodolfo de Austria, para quien también había compuesto la Missa Solemnis. Como no pudo concluir esta última a tiempo para el nombramiento de Rodolfo como arzobispo de Olmütz, Beethoven pudo haberle regalado esta sonata para compensarlo, aunque no hay ninguna evidencia clara al respecto en las fuentes. Por su parte, Antoine Brentano recibió la dedicatoria de las Variaciones Diabelli en 1823.
En febrero de 1823 Beethoven envió una carta al compositor Ferdinand Ries asentado en Londres, en la que le informaba de que le había enviado los manuscritos de las Op. 110 y 111 para que organizara su publicación en Gran Bretaña. Ludwig indicó que, aunque la Op. 110 ya estaba disponible en Londres, la edición contenía errores que serían corregidos en la nueva edición. Ries convenció a Muzio Clementi para que adquiriera los derechos para publicar ambas sonatas en Gran Bretaña y Clementi las publicó en Londres ese mismo año.

### El adiós al piano
Con la excepción de las Variaciones Diabelli y las colecciones de bagatelas antes mencionadas, la sonata Op. 111 es la última obra escrita por Beethoven para piano. El compositor murió en marzo de 1827, más de cuatro años después de la finalización de esta obra. En este período, Beethoven continuó trabajando en importantes obras, como por ejemplo la Novena Sinfonía y los últimos cuartetos de cuerdas, y en proyectos que nunca vieron la luz, como su Décima Sinfonía, y una ópera basada en el poema dramático Fausto. Pero de entre todas estas composiciones ninguna está destinada al piano, que era su instrumento favorito, sino en general a agrupaciones instrumentales y corales, que parecieran ser más poderosos a la hora de expresar sus ideas musicales. 

## Estructura y análisis
La sonata consta de dos movimientos:
- I. Maestoso – Allegro con brio ed appassionato, en do menor 4
4
- II. Arietta. Adagio molto, semplice e cantabile, en do mayor 9
16

La interpretación de esta obra dura aproximadamente 26 minutos. Se trata de una obra final muy apropiada para la serie de 32 sonatas para piano que constituyen un pilar fundamental del repertorio para teclado. Su movimiento final es un extraordinario viaje espiritual, quizá sin parangón en la literatura pianística. Según Romain Rolland, se deduce de los bocetos la estructura final de la sonata fue significativamente distinta de aquella que ideó Beethoven en un principio. En lugar de dos movimientos, la sonata habría contado con tres: el primero de ellos habría sido empleado en el Cuarteto n.º 13, y el segundo, descartado. El tercer movimiento habría terminado mutando al Maestoso.

### I.Maestoso - Allegro con brio ed appassionato
El primer movimiento, Maestoso - Allegro con brio ed appassionato, está escrito en la tonalidad de do menor y en compás de 4/4. Sigue con ciertas libertades la forma sonata ya que presenta elementos fugados, temas entremezclados y una reexposición poco convencional. Dura unos 8 minutos.
Introducción: La pieza arranca con una introducción, marcada como Maestoso, lenta, rítmica y de carácter grave que recuerda a la de las Sonatas n.º 8 y la célebre Appassionata. Se inicia en forte con un motivo de séptimas disminuidas. Va seguido de un pasaje cromático en pianissimo que, a través de la dominante, conduce al primer tema.

Compases 1 a 3: Introducción al primer movimiento.

Exposición: El primer tema del primer movimiento está elaborado sobre la base de un motivo que, al igual que en otras composiciones del maestro, es simple. Este es presentado en octavas paralelas en el registro grave del piano en fortissimo, y tras algunos compases, es repetido primero en piano, transpuesto dos octavas en el registro más agudo, y luego ligeramente modificado en la mano derecha, en forma fugada. Tras 13 compases, la fuga termina para dar lugar al segundo tema, más lento (meno allegro - adagio) y en modo mayor. Este es muy breve en comparación al primero (tan solo 5 compases). Le sigue la coda, basada en los temas antes escuchados, con el motivo principal sonando en el bajo, la cual concluye en la bemol mayor.

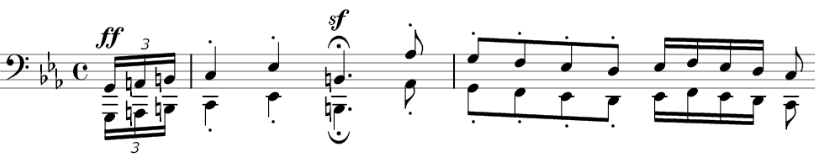
Primer tema del primer movimiento.

Desarrollo: Tras una breve alusión al motivo del primer tema, sigue una fuga y un desarrollo armónico sobre los temas de la exposición.

### II.Arietta. Adagio molto, semplice e cantabile
El segundo y último movimiento, Arietta. Adagio molto, semplice e cantabile, está en do mayor, en compás de 9/16 y adopta la estructura de tema con seis variaciones. Dura unos 17 minutos. El compás principal es 9/16, una métrica poco usual en este tipo de composiciones.
Tema: El tema principal es una Arietta que consta de dos largas frases muy estructuradas de ocho compases cada una con sus repeticiones, que comienzan en la anacrusa del tercer pulso. La escritura es a cuatro voces como un coro, la mano derecha del pianista hace cantar las líneas de soprano y alto, mientras que la izquierda se encarga de las de bajo y contrabajo, jugando con el espacio sonoro. En ocasiones aparece una quinta voz de mezzosoprano como una nota aislada que completa la armonía, o por derecho propio, como ocurre al final de la segunda frase. La armonía es sumamente sobria. La primera frase se basa enteramente en los acordes de la tonalidad principal (do mayor), excepto una nota de paso muy corta de fa sostenido tomada de la dominante (sol mayor). Los cuatro primeros compases de la segunda frase modulan a la tonalidad relativa (la menor y su sensible, sol sostenido), los cuatro últimos compases permiten que vuelva con fuerza la tonalidad principal (V-I-IV-V-V-I, o bien, dominante, tónica, subdominante, dominante, dominante, tónica).
Variación I: La primera variación conserva el compás de 9/16. Es una frase suave y siempre bien ligada conforme a las indicaciones de la partitura dolce y sempre legato. La alternancia de corchea y semicorchea se hace constante en la mano derecha y parece dinamizar el ritmo. La variación adquiere un carácter danzante con las corcheas sincopadas de la mano izquierda que se alternan en el bajo a contratiempo.
Variación II: La segunda variación mantiene el tempo precedente (L'istesso tempo) y el espíritu (dolce y sempre legato). La métrica cambia a 6/16, entendido aquí como 2+2+2/16, es decir, como un 3/8 con base en la semicorchea. El compás "teórico" de 6/16 es un compás que consta de dos pulsos de subdivisión ternaria, es decir, 3+3/16. Las duraciones de las figuras del motivo inicial son más breves. La alternancia corchea y semicorchea se convierte a continuación en alternancia de semicorchea y fusa en tresillo. Si bien, cabe señalar que la indicación "3" del tresillo no figura en las ediciones de referencia. En cuanto a la armonía se encuentran frecuentes y fugaces préstamos de otras tonalidades. Esta equilibrada metamorfosis rítmica junto con las armonías empleadas, anticipan recursos de la música swing y jazz que está por venir.
Variación III: La tercera variación contrasta de inmediato tanto con las dos primeras como con el tema. Se abandonan las dinámicas piano, los tímidos sforzandi, la suavidad y el equilibrio de la escritura a tres, cuatro y cinco voces. Es el primer forte del Finale, que se extiende hasta el pianissimo de la siguiente variación. Utiliza todo el espacio sonoro del teclado. Es una virtuosa sucesión de arpegios descendentes y ascendentes en desplazamientos opuestos de ambas manos, con un acompañamiento de acordes resonantes y sincopados. La indicación del compás ha pasado a 12/32, funcionando aquí como 4+4+4/32, como un 3/8 con base en la fusa. Los valores de la célula rítmica básica vuelven a ser el doble de rápidos que antes. La alternancia de semicorchea y fusa en tresillo pasa a ser ahora alternacia de fusa y semifusa en tresillo.

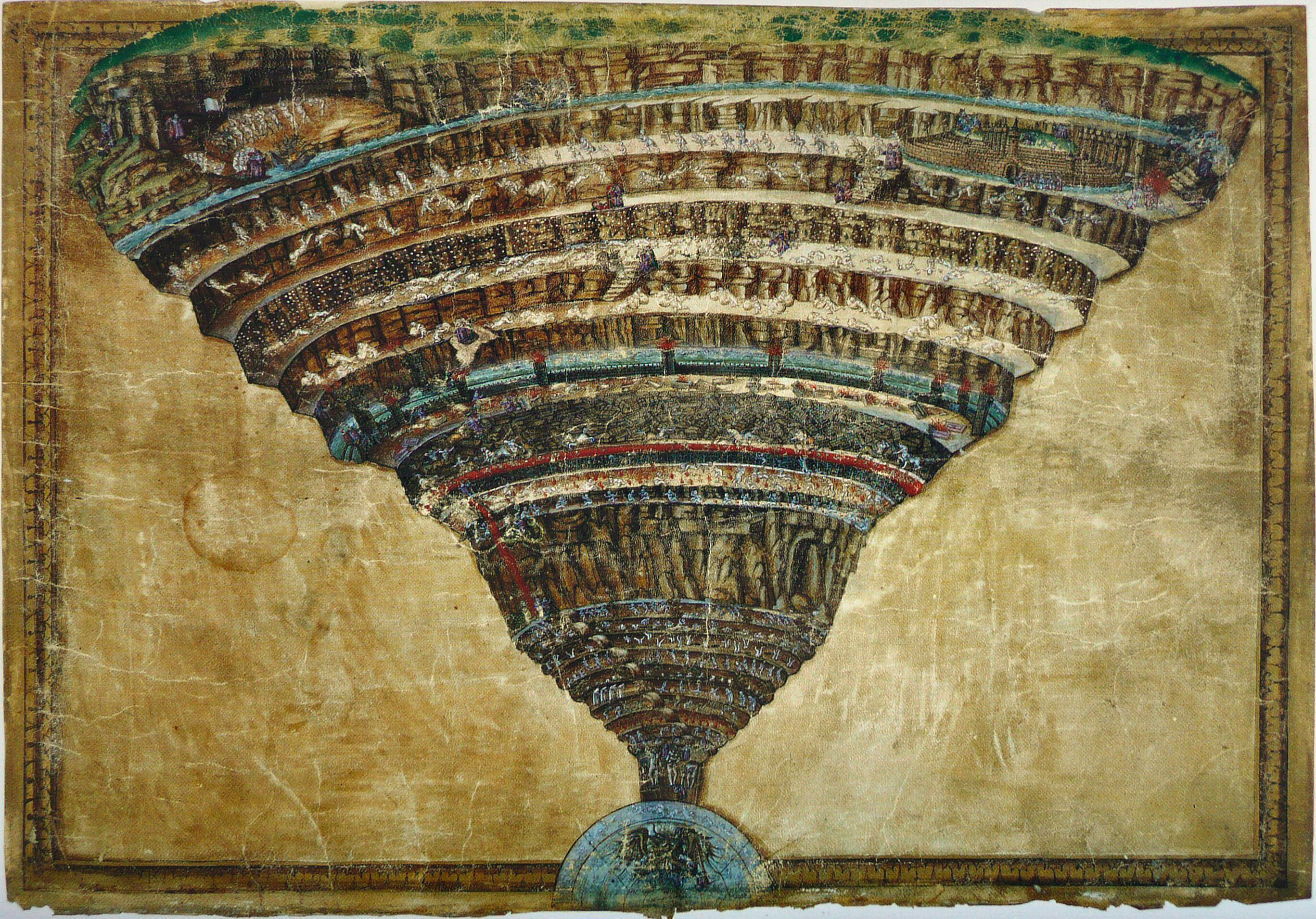
El descenso modulante al final de la Var. IV evoca, según Merlet, una ilustración del Infierno Dantesco como esta de Sandro Botticelli.

Variación IV: La cuarta variación, que marca la segunda mitad del Finale, es la música más profunda de esta obra. Tras la irrupción de la tercera variación, en la cuarta el compás vuelve al 9/16 inicial. Se abandona la propia estructura del tema, consistente en dos frases de ocho compases cada una repetidas dos veces, que se había mantenido durante las tres primeras variaciones. La amplificación rítmica se ha disuelto en un susurro de tresillos de fusas, ya sea en trémolo en el grave o en arabescos en el agudo. El tema se diluye, dando paso a una especie de improvisación impresionista, tocada como en una nube (pianissimo), llena de ligereza (leggieremente), sirviéndose únicamente de un reducido ámbito que se pasea por toda la extensión del teclado, especialmente en el registro agudo.
Le sigue, sobre un trino en re, una cadencia muy modulante (si bemol, mi bemol, la bemol mayor, etc.) basada en la primera parte del tema y que aprovecha todo el espacio del teclado con, como colofón, una trigésima octava justa, es decir, un intervalo de cinco octavas y una cuarta. Tras esta excursión a tonalidades lejanas llega una secuencia de modulaciones, una escalera "impresionante y vertiginosa", que desciende por etapas hasta la tonalidad original de do mayor. 
Según Dominique Merlet, este descenso modulante evoca una ilustración del Infierno de Dante, representando los diferentes círculos del infierno, al fondo de los cuales hay un estrecho pasillo, vía de escape hacia el purgatorio de la tónica del movimiento.
Variación V: Con el retorno de la tonalidad principal de do mayor, el tema reaparece en su totalidad. Es una especie de da capo sin repeticiones. El acompañamiento muy sobrio y lineal de la primera exposición se ha transformado en el bajo en torrentes de arpegios rotos en nueve fusas en tresillo por pulso. En las voces intermedias se convierte en una larga contramelodía de semicorcheas hecha de cambiatas y notas repetidas. Esta nueva escritura llena de intensidad confiere al tema el carácter de un himno.
Variación VI: La sexta y última variación es la coda final de la pieza en pianissimo. Emplea solo la primera frase del tema en la mano derecha, envuelta por un trino con pedal en la dominante (sol) que se extiende durante once compases. La mano izquierda continúa su acompañamiento en un largo murmullo descendente de veintisiete fusas organizadas en tresillos en cada compás. Por último, todavía en tresillos de fusas, con ambas manos cubriendo todo el ámbito del teclado como en un último suspiro, una doble floritura ascendente por terceras termina en la escala descendente de do mayor, tocada en crescendo y a la sexta sobre tres octavas. Las primeras notas del tema suenan primero forte, luego en diminuendo, dando paso a la serenidad final del pianissimo con el acorde arpegiado en el último compás.

## Recepción de la obra
La dificultad, tanto pianística como musical, de la sonata Op. 111 le valió una acogida perpleja por parte del mundo musical de la época. Incluso antes de que Maurice Schlesinger lo publicara en París en abril de 1823, el trabajo editorial resultó ser particularmente arduo, ya que los copistas, grabadores y correctores se vieron enfrentados a una partitura de una complejidad sin precedentes hasta el momento. La actitud de Anton Schindler que preguntaba constantemente a Beethoven por qué no había escrito un tercer movimiento –hasta que este último exasperado le respondía que “no tenía tiempo”– revela la incomprensión a la que se tuvo que enfrentar el compositor.
En 1823 una crítica del Zeitung für Theater, Musik und bildende Künste comentaba que la obra "rebosaba ideas y modulaciones asombrosas". También afirmaba que sólo los "intérpretes reflexivos" son capaces de abrirse camino a través de las variaciones del segundo movimiento de la sonata "sin cansarse". Por otra parte, otras reseñas como la del Allgemeine musicalische Zeitung de Leipzig de 1824 no fue tan positiva y llegó a juzgar la obra de "indigna del genio de Beethoven".
A pesar de haber recibido algunas críticas más elogiosas, el Op. 111 tardó en adentrarse en el repertorio. No fue hasta la segunda mitad del siglo XIX en que la obra encontró un lugar importante en los conciertos, especialmente a través de las interpretaciones de Theodore Ritter y Hans von Bülow en la década de 1850.

## Influencia y legado
Según Robert Cummings esta pieza es una de las más grandiosas sonatas para piano jamás escritas. Aunque hay unas cuantas de Beethoven que son más populares, quizá sólo una o dos de ellas rivalizan con ésta en auténtica profundidad. El tempestuoso primer movimiento de esta sonata junto con su larga Arietta subsiguiente, que constituye el segundo panel del tema con variaciones, llevan al oyente a mundos sonoros inexplorados hasta entonces por otros compositores. Todo ello hace que esta obra sea una de las creaciones musicales más influyentes de la historia de la música. No sólo contribuyó a dar forma al curso de la música para piano, sino que influyó en las composiciones orquestales de Mahler, Wagner, Franck y muchos otros. Serguéi Prokófiev modeló la estructura de su Sinfonía n.º 2 basándose directamente en esta sonata: un Allegro seguido de un largo segundo movimiento de tema con variaciones.

### Op. 111 en la literatura
Entre las sonatas de Beethoven, la n.º 32 para piano es una de las pocas que ha tenido consagración literaria. 
- E. M. Forster en su novela de 1908, Una habitación con vista, cita la obra. Su joven protagonista, Lucy Honeychurch, en un momento dado toca esta sonata y quienes la escuchan señalan: «Si la señorita Honeychurch llega a vivir como toca, su vida será muy emocionante, tanto para nosotros como para ella».[33]
- Virginia Woolf, en su novela de 1915, Fin de viaje, presenta a Rachel Vinrace, otra joven pianista aficionada que interpreta esta misma pieza. Ambas protagonistas tocan "ante sus oyentes varones con el dominio de la música en sus manos, subversoras de una sociedad en la que el pensamiento es solo cosa de hombres".[33]
- Aldous Huxley en el capítulo XII de su novela de 1923, Antic Hay (Danza de sátiros), menciona la Arietta del segundo movimiento en tono irónico. Un pianista aficionado explica que comienza siendo simple, pero se vuelve cada vez más difícil de tocar "y sin embargo siempre es el mismo movimiento".
- Thomas Mann en su novela de 1947, Doktor Faustus, le dedicó un pasaje ilustre. En dicho pasaje, bajo la influencia del análisis musical y filosófico de Theodor Adorno, describe la obra como la suma de las investigaciones pianísticas del maestro de Bonn y como su “adiós a la sonata”. La coda del segundo movimiento resuena como un gesto de despedida y remite a la coda del primer movimiento de la Sonata "Les adieux". Adorno consideró este último uno de los movimiento más logrados del compositor.[24][33]
- José Ángel Valente escribió su poema "Arietta, opus 111" en Interior con figura.[33]

## Discografía selecta
- 1932 – Artur Schnabel (EMI).
- 1951 – Solomon Cutner (EMI).
- 1954 – Wilhelm Kempff, (Deutsche Grammophon; Yves Nat, 1952-53 - EMI Classics).
- 1961 – Wilhelm Backhaus (Decca).
- 1968 – Friedrich Gulda (Amadeo).
- 1975 – Sviatoslav Richter (Música y Artes).
- 1977 – Maurizio Pollini (Deutsche Grammophon).
- 1985 – Claudio Arrau (Philips)
- 1987 – Rudolf Serkin, Concierto en el Konzerthaus de Viena de octubre de 1987.
- 1988 – Arturo Benedetti Michelangeli (Aura music).
- 1995 – Alfred Brendel (Phillips).
- 2010 – Barenboim on Beethoven. Live from Berlin. Daniel Barenboim (EMI).
- 2012 – Mitsuko Uchida (Philips).